# José Bonilla (boxeador)
José Bonilla (El Tigre, Venezuela, 19 de noviembre de 1967-Caracas, 14 de junio de 2002) fue un boxeador profesional venezolano. Excampeón Asociación Mundial de Boxeo (AMB) peso mosca (112 libras ).

## Carrera profesional
Bonilla se convirtió en profesional en 1990 y ganó el título AMB de peso mosca en 1996 con una victoria por decisión sobre Saen Sor Ploenchit . Lo defendió tres veces antes de perder ante Hugo Rafael Soto  por decisión dividida en 1998.fue campeón del peso mosca Asociación Mundial de Boxeo(AMB) en el año 1996, desde el 24 de noviembre de 1996 hasta 29 de mayo de 1998.

## Muerte
Bonilla murió después de un ataque de asma en Caracas, Venezuela , el 14 de junio de 2002.

## Registro profesional
| 26 Ganadas (14 KOs), 5 Derrotas |        |                          |                       |             |            |                             |                                                          |
| Res.                            | Record | Oponente                 | Tipo                  | Rd., Tiempo | Datos      | Localidad                   | Notas                                                    |
| G                               | 26-5-1 | Jose de Jesus Lopez      | PTS                   | 12          | 09-10-1999 | Caracas, Venezuela          | Pelea por el título AMB Fedelatin del Peso mosca         |
| E                               | 25-5-1 | Joel Garcia              | Decisión              | 10          | 10-08-1999 | El Paraíso, Venezuela       |                                                          |
| G                               | 25-5   | Ilson Diaz               | TKO                   | 2, (10)     | 27-04-1999 | Caracas, Venezuela          |                                                          |
| D                               | 24-5   | Mauricio Pastrana        | UD                    | 12          | 03-10-1998 | Caracas, Venezuela          | Pelea por el título Mundial interino AMB del Peso mosca  |
| D                               | 24-4   | Hugo Rafael Soto         | SD(Decisión dividida) | 12          | 29-05-1998 | Las Vegas, EE. UU.          | Pierde el título Mundial AMB del Peso mosca              |
| G                               | 24-3   | Keiji Yamaguchi          | TKO                   | 06, (12)    | 22-11-1997 | Osaka, Japón                | Retiene el título Mundial AMB del Peso mosca             |
| G                               | 23-3   | Evangelio Perez          | UD                    | 12          | 23-08-1997 | Cumana, Venezuela           | Retiene el título Mundial AMB del Peso mosca             |
| G                               | 22-3   | Hiroki Ioka              | TKO                   | 7, (12)     | 25-02-1997 | Osaka, Japón                | Retiene el título Mundial AMB del Peso mosca             |
| G                               | 21-3   | Somchai Chertchai        | UD                    | 12          | 24-11-1996 | Ubon Ratchathani, Tailandia | Gana el título Mundial AMB del Peso mosca                |
| G                               | 20-3   | Gustavo Vera             | TKO                   | 05, (12)    | 14-10-1996 | Turmero, Venezuela          | Retiene el título Nacional venezolano del Peso minimosca |
| G                               | 19-3   | Carlos Alberto Rodríguez | PTS                   | 12          | 15-06-1996 | Los Teques, Venezuela       | Gana el título Nacional venezolano del Peso minimosca    |
| D                               | 18-3   | Gilberto Gonzalez        | TKO                   | 4, (12)     | 20-05-1995 | La Asunción, Venezuela      | Pelea por el título Nacional venezolano del Peso mosca   |
| D                               | 18-2   | Rosendo Álvarez          | TKO                   | 11, (12)    | 23-09-1994 | Maracay, Venezuela          | Pelea por el título AMB Fedelatin del Peso mínimo        |
| G                               | 18-1   | Carlos perez             | TKO                   | 4, (10)     | 07-05-1994 | Valencia, Venezuela         |                                                          |
| D                               | 17-1   | Jesús Rojas              | TKO                   | 11, (12)    | 26-11-1993 | Puerto La Cruz, Venezuela   | Pierde el título AMB Fedelatin del Peso mosca            |
| G                               | 17-0   | Victor Hugo Fuentealba   | PTS                   | 12          | 23-10-1993 | Caracas, Venezuela          | Retiene el título AMB Fedelatin del Peso mosca           |
| G                               | 16-0   | Alberto Castro           | TKO                   | 6, (10)     | 24-07-1993 | El Tigre, Venezuela         |                                                          |
| G                               | 15-0   | Jorge Blanco             | TKO                   | 9, (12)     | 17-07-1993 | El Tigre, Venezuela         | Retiene el título AMB Fedelatin del Peso mosca           |
| G                               | 14-0   | Julio Gudino             | PTS                   | 12          | 17-04-1993 | Caracas, Venezuela          | Gana el título AMB Fedelatin del Peso mosca              |
| G                               | 13-0   | Edison Torres            | PTS                   | 12          | 20-11-1992 | Caracas, Venezuela          | Gana el título Nacional venezolano del Peso mosca        |
| G                               | 12-0   | Orlando Maestre          | TKO                   | 6 , (10)    | 04-09-1992 | Margarita, Venezuela        |                                                          |
| G                               | 11-0   | Victoriano Hernández     | PTS                   | 10          | 15-05-1992 | Caracas, Venezuela          |                                                          |
| G                               | 10-0   | Rafael Lara              | KO                    | 2 , (10)    | 22-02-1992 | El Tigre, Venezuela         |                                                          |
| G                               | 9-0    | Jesus Arias              | TKO                   | 7 , (8)     | 07-12-1991 | Caracas, Venezuela          |                                                          |
| G                               | 8-0    | Jairo Altuve             | PTS                   | 8           | 28-10-1991 | Caracas, Venezuela          |                                                          |
| G                               | 7-0    | Alexis Ballestero        | TKO                   | 3 , (4)     | 23-08-1991 | Petare, Venezuela           |                                                          |
| G                               | 6-0    | Marlon Sánchez           | TKO                   | 2 , (4)     | 14-06-1991 | Turmero, Venezuela          |                                                          |
| G                               | 5-0    | Alcides Hernández        | TKO                   | 1 , (4)     | 17-05-1991 | Puerto Ordaz, Venezuela     |                                                          |
| G                               | 4-0    | Alexis Diaz              | PTS                   | 4           | 10-12-1990 | Caracas, Venezuela          |                                                          |
| G                               | 3-0    | Julio Caibel             | TKO                   | 3 , (4)     | 21-09-1990 | Caracas, Venezuela          |                                                          |
| G                               | 2-0    | Jose Guevara             | PTS                   | 4           | 01-09-1990 | Los Teques, Venezuela       |                                                          |
| G                               | 1-0    | Alexis diaz              | PTS                   | 4           | 10-03-1990 | La Guaira, Venezuela        | Debut profesional                                        |